# Gare des Bardys
Gare des Bardys vasútállomás Franciaországban, Saint-Priest-Taurion településen.

## Vasútvonalak
Az állomást az alábbi vasútvonalak érintik:
- Orléans–Montauban-vasútvonal

## Kapcsolódó állomások
A vasútállomáshoz az alábbi állomások vannak a legközelebb:
- Gare d’Ambazac (Gare des Aubrais - Orléans, Orléans–Montauban-vasútvonal)
- Gare de Limoges-Bénédictins (Gare de Montauban-Ville-Bourbon, Orléans–Montauban-vasútvonal)